# Filomena Chávez
Filomena Chávez Mora, conocida también como La Coronela (Portoviejo, 1884-Manta, 27 de septiembre de 1961) fue una líder militar ecuatoriana, participante de la Revolución Alfarista. 

## Biografía
Filomena es una manabita que nace en 1884 en El Guabito, Portoviejo. Sus padres fueron Inocencio Chávez y Gertrudis Mora.
Desde muy joven se sintió identificada y siguió los ideales del liberalismo, y, por ende, de Eloy Alfaro. A los 10 años de edad, llegó al aula escolar gritando a todo pulmón  “¡Que viva Alfaro!” , lo que significó su inmediata expulsión del colegio.
Según el historiador Alberto Villamarín, en los largos años que tomó el proceso revolucionario apareció la figura de la Coronela Filomena Chávez, uno de los personajes femeninos más importantes de la revolución. Se distinguió por su arrojo y valentía y gozo del aprecio y respeto del gran General; una portovejense que se convirtió, aún niña, en cartera de los revolucionarios Agustín María Solorzano (Dinamita) y Mauro Ramos Iduarte.
En su adolescencia se enrola en las tropas del coronel Zenón Sabando, un activo combatiente en la región manabita. Posteriormente colabora con los insurrectos “Chapulos”, y acompaña a Eloy Alfaro en las luchas revolucionarias. Además actúa en la selva como mensajera y portadora de partes para las diferentes divisiones de la milicia liberal, y  como enlace utiliza a su hermano el capitán Ismael Cháavez Mora.
A sus 26 años, en 1910, Filomena se enlista en las filas del general Flavio Alfaro, quién se encontraba reclutando tropas desde Guayaquil para viajar a la frontera con Perú. A sus 30 años, es líder de mujeres que comparten sus ideales y recluta tropas voluntarias en apoyo a la revolución del coronel Carlos Concha, en Esmeraldas según el historiador Alberto Villamarin, Se incorporó valientemente a las guerrillas alfaristas en las montañas de Manabí y Esmeraldas sobresaliendo en la Batalla de los Claveles en que fue derrotada y apresada, siendo posteriormente liberada por un indulto del presidente Alfredo Baquerizo Moreno.
Cuando se produjo el conflicto con el Perú en 1910 se presentó en Guayaquil ante el General Flavio Alfaro para cerrar filas contra el enemigo; se trata de una mujer muy singular, cuyo aplomo y entereza le valieron el título de Coronela entre sus compañeros de armas y era una mocita retozona y sonriente según el Coronel Zenón Sabando, vivió aún muchos años después del arrastramiento del General Alfaro, incluso armó un ejército que se sumó a las fuerzas del Coronel Carlos Concha hasta que fue derrotada y apresada en la Batalla de los Claveles del cantón Jipijapa.
Ella, junto con las demás mujeres partícipes de la gesta liberal Alfarista, lucharon por defender las medidas progresistas en un contexto de opresión política y fanatismo religioso que se vivía en el Ecuador. El objetivo de lucha de Filomena fue la construcción de un país más democrático, equitativo y justo en el que la sociedad pudiera surgir.

## Fallecimiento
Falleció en Manta, el 27 de septiembre de 1961.

## Reconocimientos
- El Centro Cívico Ciudad Alfaro tiene un Salón llamado "Coronela Filomena Chávez" en su memoria.[7]
- Una calle del Distrito Metropolitano de Quito fue nombrada en su honor.
- En Puerto López - Manabí, se encuentra la Escuela Fiscal "Coronela Filomena Chávez", la cual toma este nombre en acto de conmemoración de su labor.[8]